# Nicola Tumolero
Nicola Tumolero (24 september 1994) is een voormalig Italiaanse schaatser. Hij is een allrounder met een voorkeur voor de 5.000 meter. Zijn allrounddebuut maakte Tumolero tijdens het EK Allround 2016 in Minsk.

## Persoonlijke records
| Afstand      | Tijd     | Datum            | Baan           |
| ------------ | -------- | ---------------- | -------------- |
| 500 meter    | 37,12    | 5 maart 2016     | Berlijn        |
| 1000 meter   | 1.12,23  | 21 oktober 2016  | Inzell         |
| 1500 meter   | 1.45,07  | 9 december 2017  | Salt Lake City |
| 3000 meter   | 3.39,38  | 21 oktober 2017  | Inzell         |
| 5000 meter   | 6.07,50  | 10 december 2017 | Salt Lake City |
| 10.000 meter | 12.54,77 | 15 februari 2018 | Gangneung      |

## Resultaten
| Jaar | EK Allround            | WK Allround             | WK Afstanden                         | Olympische Spelen                     | WK Junioren                              |
| ---- | ---------------------- | ----------------------- | ------------------------------------ | ------------------------------------- | ---------------------------------------- |
| 2012 |                        |                         |                                      |                                       | NC26 (27e, 24e, 26e, -) 4e achtervolging |
| 2013 |                        |                         |                                      |                                       | 16e 5000m · achtervolging                |
| 2014 |                        |                         |                                      |                                       | 21e (28e, 25e, 25e, 16e)                 |
| 2015 |                        |                         | 5e achtervolging                     |                                       |                                          |
| 2016 | NC14 (15e, 9e, 15e, -) | NC17 (19e, 10e, 17e, -) | 11e massastart 4e achtervolging      |                                       |                                          |
| 2017 | NC9 (13e, 10e, 9e, -)  | NC16 (18e, 8e, 12e, -)  | 23e 1500m 13e 5000m 6e achtervolging |                                       |                                          |
| 2018 |                        |                         |                                      | 8e 5000m · 10.000m · 6e achtervolging |                                          |
|      |                        |                         |                                      |                                       |                                          |
| 2020 |                        |                         | DNF 10.000m 6e achtervolging         |                                       |                                          |

NC# = niet gekwalificeerd voor de laatste afstand 